# Pol. Alghero
Polisportiva Alghero là một câu lạc bộ bóng đá Ý đến từ Alghero, Sardinia. Trang phục của đội là đỏ vàng.
Trong mùa giải 2007-08 của Serie D, Alghero đã hoàn thành hạng 4 tại Girone G, đủ điều kiện tham dự vòng play-off thăng hạng. Là một đội vào bán kết play-off, đội đã giành được suất thăng hạng đặc biệt lên Serie C2, bây giờ được gọi là Lega Pro Seconda Divisione, là một trong 5 đội hàng đầu trong các trận play-off thăng hạng.
Trong mùa giải Lega Pro Seconda Divisione 2008-09, đội đã kết thúc trận đấu với Montichiari ở vị trí thứ 13 tại Girone A, nhưng tránh chơi ở vòng play-off xuống hạng bằng cách có thành tích đối đầu tốt hơn.
Sau khi phá sản vào năm 2010, Alghero sau đó đã giải thể.

## Danh hiệu
- Eccellenza Sardinia: 2003-04